# Saint-Aubin-du-Pavail
Saint-Aubin-du-Pavail foi uma comuna francesa na região administrativa da Bretanha, no departamento Ille-et-Vilaine. Estendia-se por uma área de 5,85 km². Em 2010 a comuna tinha 729 habitantes (densidade: 124,6 hab./km²).
Em 1 de janeiro de 2017, passou a formar parte da nova comuna de Châteaugiron.